# Nekrolog März 2023
Nekrolog
◄◄
| ◄
| 2019
| 2020
| 2021
| 2022
| 2023 | 2024 | 2025
Januar |
Februar |
März |
April |
Mai |
Juni |
Juli |
August |
September |
Oktober |
November |
Dezember 2023
Weitere Ereignisse | Allgemeiner Nekrolog 2023
Die Beschreibung der verstorbenen Person sollte so kurz wie möglich gehalten sein und nur deren signifikante Tätigkeit(en) enthalten.
Neue Namen ggf. auch unter dem Geburts- und Sterbedatum, also etwa unter 1. Januar und im Geburts- und Sterbejahr (2024) eintragen (nur bei entsprechender großer Wichtigkeit). Für Beispiele siehe die schon vorhandenen Artikel.
Außerdem über die fünf zuletzt Verstorbenen, zu denen es einen ausreichend guten Artikel für eine Präsentation auf der Hauptseite gibt, nach der todesbedingten Überarbeitung der Artikel ggf. auch unter Wikipedia Diskussion:Hauptseite informieren und sie am besten auch in den anderen Wikipedia-Sprachversionen eintragen. Tipp: Regelmäßig bei news.google.de nach „ist tot“, „gestorben“ oder „verstorben“ suchen.
Wenn eine Person gestorben ist, gibt es viele Seiten zu dieser Person in der Wikipedia, die davon auch betroffen sind und entsprechend aktualisiert werden müssen. Beispiele: Namenübersichtsseite, Geburtsjahr, Geburtsort-Seiten und viele mehr.
Wie finde ich die betroffenen Seiten?
Im Suchfeld auf der linken Seite gibt man den Suchbegriff so ein: „Vorname Nachname“. Dann klickt man auf Volltext und alle Seiten mit entsprechendem Suchtext werden aufgerufen. Hier sieht man dann schnell, wo auch das Todesjahr Sinn macht oder sogar ein Teil des Artikels angepasst werden muss. Auch hilft das „Werkzeug“ auf der linken Seite sehr gut, um solche Seiten aufzufinden: „Links auf diese Seite“. Somit ist die Wikipedia wieder aktuell in allen Bereichen! Hinweis: bei Eintragung der Kategorie „Gestorben JAHR“ wird der Missbrauchsfilter 49 ausgelöst, was jedoch nicht schlimm ist. Siehe: Spezial:Missbrauchsfilter/49
Dies ist eine Liste von im März 2023 verstorbenen bekannten Persönlichkeiten. Die Einträge erfolgen innerhalb der einzelnen Daten alphabetisch sortiert. Tiere sind im Nekrolog für Tiere zu finden.

## März
Bearbeitungshinweis: Neue Todesfälle bitte absteigend nach Tagen geordnet eintragen. Die Todesfälle desselben Tages bitte in alphabetischer Reihenfolge einfügen.
| Tag      | Name                              | Beruf, bekannt als                                                                                                | Alter | Beleg |
| -------- | --------------------------------- | --- | ----- | ----- |
| 31. März | John Brockington                  | US-amerikanischer American-Football-Spieler                                                                       | 74    |       |
| 31. März | Heinz Eger                        | deutscher Radiologe                                                                                               | 90    |       |
| 31. März | Wilfried Emmert                   | deutscher Dirigent und Generalmusikdirektor                                                                       | 92    |       |
| 31. März | Massimiliano Frani                | italienischer Pianist, Komponist und Musikpädagoge                                                                | 56    |       |
| 31. März | Alois Haas                        | deutscher Chemiker                                                                                                | 91    |       |
| 31. März | David Hafemeister                 | US-amerikanischer Physiker und Rüstungsexperte                                                                    | 88    |       |
| 31. März | Rudolf Hiestand                   | deutscher Historiker und Diplomat                                                                                 | 89    |       |
| 31. März | Siegfried Klaue                   | deutscher Rechtswissenschaftler                                                                                   | 91    |       |
| 31. März | Otto König                        | deutscher Gewerkschafter                                                                                          | 77    |       |
| 31. März | Iryna Kostjutschenkowa            | sowjetische Leichtathletin                                                                                        | 61    |       |
| 31. März | Gerald Lorenz                     | deutscher Politiker                                                                                               | 85    |       |
| 31. März | George Nagobads                   | lettisch-US-amerikanischer Mediziner                                                                              | 101   |       |
| 31. März | Rabbie Namaliu                    | papua-neuguineischer Politiker                                                                                    | 75    |       |
| 31. März | Werner Nievelstein                | deutscher Fußballspieler                                                                                          | 82    |       |
| 31. März | Gerhard Nikolaus                  | deutscher Ornithologe und Naturschützer                                                                           | 75    |       |
| 31. März | Christo Schiwkow                  | bulgarischer Schauspieler                                                                                         | 48    |       |
| 31. März | Ossama bin Abdul Majed Shobokshi  | saudi-arabischer Arzt, Politiker und Diplomat                                                                     | 79    |       |
| 31. März | Viktor Scholz                     | russisch-deutscher Kirchenmusikdirektor und Konzertorganist                                                       | 88    |       |
| 31. März | Jochem Unger                      | deutscher Maschinenbauingenieur                                                                                   | 79    |       |
| 30. März | Alfio Cantarella                  | italienischer Schlagzeuger                                                                                        | 81    |       |
| 30. März | José Duarte                       | portugiesischer Journalist, Autor und Produzent                                                                   | 84    |       |
| 30. März | Harrison Gilks                    | kanadischer Webvideoproduzent                                                                                     | 18    |       |
| 30. März | Ernst-Henning Jahn                | deutscher Politiker                                                                                               | 84    |       |
| 30. März | Arturo Jáuregui                   | chilenischer Fußballspieler                                                                                       | 66    |       |
| 30. März | Walter Keller                     | deutscher Zell- und Molekularbiologe                                                                              | 84    |       |
| 30. März | Gedeon Kovács                     | ungarisch-deutscher Filmregisseur                                                                                 | 91    |       |
| 30. März | Johan Leysen                      | belgischer Schauspieler                                                                                           | 73    |       |
| 30. März | Rolf Maier                        | französischer Gewichtheber                                                                                        | 86    |       |
| 30. März | Elemér Ragályi                    | ungarischer Kameramann                                                                                            | 83    |       |
| 30. März | Mark Russell                      | US-amerikanischer Kabarettist und Satiriker                                                                       | 90    |       |
| 30. März | Monika Schneeweis                 | deutsche Schönheitskönigin und Fotomodell                                                                         | 67    |       |
| 30. März | Ray Shulman                       | britischer Musiker                                                                                                | 73    |       |
| 30. März | Steve Skeates                     | US-amerikanischer Comicautor                                                                                      | 80    |       |
| 30. März | Peter Usborne                     | britischer Verleger                                                                                               | 85    |       |
| 30. März | Budislav Vukas                    | kroatischer Jurist                                                                                                | 85    |       |
| 30. März | Wilhelm Wannemacher               | deutscher Pädagoge und Heimatforscher                                                                             | 95    |       |
| 29. März | Gerhard Brugmann                  | deutscher Heeresoffizier                                                                                          | 92    |       |
| 29. März | Gerhard Debbrecht                 | deutscher Geistlicher                                                                                             | 87    |       |
| 29. März | Henri Desclez                     | belgischer Comicautor und Zeichner                                                                                | 80    |       |
| 29. März | Manfred Gerresheim                | deutscher Manager                                                                                                 | 84    |       |
| 29. März | Brian Gillis                      | US-amerikanischer Sänger                                                                                          | 47    |       |
| 29. März | Hedda Kleinfeld Schachter         | US-amerikanische Holocaustüberlebende und Unternehmerin                                                           | 99    |       |
| 29. März | Christiane Loizides               | deutsche Juristin und Politikerin                                                                                 | 74    |       |
| 29. März | Kōichi Matsukaze                  | japanischer Jazzmusiker                                                                                           | 74    |       |
| 29. März | Horst Milde                       | deutscher Politiker                                                                                               | 89    |       |
| 29. März | Jennifer Muller                   | US-amerikanische Choreografin                                                                                     | 78    |       |
| 29. März | Bing Newcomb                      | US-amerikanischer Unternehmer                                                                                     | 79    |       |
| 29. März | Karl Dietrich Seikel              | deutscher Medienmanager                                                                                           | 76    |       |
| 29. März | Vivan Sundaram                    | indischer Künstler                                                                                                | 79    |       |
| 29. März | Antonio Tettamanti                | italienischer Comicautor                                                                                          | ?     |       |
| 29. März | Myriam Ullens                     | belgische Unternehmerin und Philanthropin                                                                         | 70    |       |
| 29. März | Frederick F. Woerner Jr.          | US-amerikanischer General                                                                                         | 89    |       |
| 28. März | Hans Jörg Böhmig                  | österreichischer Chirurg                                                                                          | 89    |       |
| 28. März | Alfred Bradler                    | deutscher Künstler                                                                                                | 80    |       |
| 28. März | Theodor O. Diener                 | schweizerisch-US-amerikanischer Pathologe                                                                         | 102   |       |
| 28. März | Roland Gabriel                    | deutscher Wirtschaftsinformatiker                                                                                 | 75    |       |
| 28. März | Ernesto García Seijas             | argentinischer Comiczeichner                                                                                      | 81    |       |
| 28. März | Rolf Gröger                       | deutscher Politiker                                                                                               | 87    |       |
| 28. März | John Kerin                        | australischer Politiker                                                                                           | 85    |       |
| 28. März | Konrad Klemmer                    | deutscher Herpetologe                                                                                             | 92    |       |
| 28. März | Bill Leavy                        | US-amerikanischer American-Football-Schiedsrichter                                                                | 76    |       |
| 28. März | Nathaly López Borja               | ecuadorianische Wirtschafts- und Finanzingenieurin                                                                | 35    |       |
| 29. März | Bolesław Marschall                | polnischer Bildhauer                                                                                              | 84    |       |
| 28. März | Paul O’Grady                      | britischer Schauspieler, Fernsehmoderator und Komiker                                                             | 67    |       |
| 28. März | Georg Oswald                      | deutscher Schlagersänger                                                                                          | 87    |       |
| 28. März | Ludwig A. Rehlinger               | deutscher Jurist und Politiker                                                                                    | 95    |       |
| 28. März | Jerzy Rzedowski                   | mexikanischer Botaniker                                                                                           | 96    |       |
| 28. März | Ryūichi Sakamoto                  | japanischer Komponist, Musiker, Schauspieler und Produzent                                                        | 71    |       |
| 28. März | Bill Saluga                       | US-amerikanischer Komiker                                                                                         | 85    |       |
| 28. März | Manfred Schaefer                  | australischer Fußballspieler und -trainer                                                                         | 80    |       |
| 28. März | Margot Stern Strom                | US-amerikanische Pädagogin                                                                                        | 81    |       |
| 28. März | Margareta Strömstedt              | schwedische Schriftstellerin und Journalistin                                                                     | 91    |       |
| 27. März | James Bowman                      | britischer Opernsänger                                                                                            | 81    |       |
| 27. März | Wim de Bie                        | niederländischer Kabarettist                                                                                      | 83    |       |
| 27. März | Günter Brosche                    | österreichischer Musikwissenschafter und Bibliothekar                                                             | 84    |       |
| 27. März | Emily Fisher Landau               | US-amerikanische Kunstsammlerin                                                                                   | 102   |       |
| 27. März | Nick Galifianakis                 | US-amerikanischer Politiker                                                                                       | 94    |       |
| 27. März | N’Neka Garland                    | US-amerikanische Fernsehproduzentin                                                                               | 49    |       |
| 27. März | Max Hardcore                      | US-amerikanischer Pornodarsteller, -regisseur und -produzent                                                      | 66    |       |
| 27. März | Stephanie Heckner                 | deutsche Film- und Fernsehproduzentin                                                                             | ≈60   |       |
| 27. März | Tauno Honkanen                    | finnischer Skisportler                                                                                            | 95    |       |
| 27. März | Champ Hough                       | US-amerikanischer Vielseitigkeitsreiter                                                                           | 88    |       |
| 27. März | Rudolf W. Keck                    | deutscher Pädagoge                                                                                                | 87    |       |
| 27. März | Carol Lavell                      | US-amerikanische Dressurreiterin                                                                                  | 79    |       |
| 27. März | Gianni Mina                       | italienischer Journalist                                                                                          | 84    |       |
| 27. März | Patrick Nidorf                    | US-amerikanischer Autor und Psychotherapeut                                                                       | 91    |       |
| 27. März | Letitia Obeng                     | ghanaische Zoologin und Hochschullehrerin                                                                         | 98    |       |
| 27. März | Heinz Florian Oertel              | deutscher Sportreporter und Moderator                                                                             | 95    |       |
| 27. März | Ronald A. Sarasin                 | US-amerikanischer Politiker                                                                                       | 88    |       |
| 27. März | Gerhard Schlegel                  | deutscher Anästhesist und Kirchenhistoriker                                                                       | 83    |       |
| 27. März | Hiltigund Schreiber               | österreichische Kunsthistorikerin                                                                                 | 83    |       |
| 27. März | Peggy Scott-Adams                 | US-amerikanische Blues- und Soul-Sängerin                                                                         | 74    |       |
| 27. März | Matthias Wolfes                   | deutscher Theologe                                                                                                | 61    |       |
| 26. März | Waldemar Behn                     | deutscher Spirituosenfabrikant und Unternehmer                                                                    | 67    |       |
| 26. März | Ugo De Rosa                       | italienischer Mechaniker, Ingenieur, Fahrradbauer und Unternehmer                                                 | 89    |       |
| 26. März | Oladipo Diya                      | nigerianischer Politiker                                                                                          | 78    |       |
| 26. März | Wladimir Golizyn                  | russischer Jurist                                                                                                 | 76    |       |
| 26. März | Emahoy Tsegué-Maryam Guèbrou      | äthiopische Pianistin, Komponistin und Ordensgeistliche                                                           | 99    |       |
| 26. März | María Kodama                      | argentinische Autorin und Nachlassverwalterin                                                                     | 86    |       |
| 26. März | Ivano Marescotti                  | italienischer Schauspieler                                                                                        | 77    |       |
| 26. März | David Christopher McGough         | britischer Bischof                                                                                                | 78    |       |
| 26. März | Mireya Moreno                     | chilenische Schauspielerin                                                                                        | 91    |       |
| 26. März | Virginia Norwood                  | US-amerikanische Physikerin                                                                                       | 96    |       |
| 26. März | Karl-Josef Rauber                 | deutscher Kardinal                                                                                                | 88    |       |
| 26. März | Wolfgang Schivelbusch             | deutscher Kulturhistoriker und Publizist                                                                          | 81    |       |
| 26. März | Bernhard Schütz                   | deutscher Kunsthistoriker                                                                                         | 81    |       |
| 26. März | Donald M. Thomas                  | britischer Schriftsteller                                                                                         | 88    |       |
| 26. März | Ilse Werder                       | deutsche Journalistin und Sachbuchautorin                                                                         | 97    |       |
| 26. März | Bill Zehme                        | US-amerikanischer Autor und Journalist                                                                            | 64    |       |
| 26. März | Jacob Ziv                         | israelischer Elektroingenieur und Informatiker                                                                    | 91    |       |
| 25. März | Hans Ackermann                    | deutscher Physiker                                                                                                | 87    |       |
| 25. März | Emil Boček                        | tschechoslowakischer Kampfpilot und tschechischer General                                                         | 100   |       |
| 25. März | Chabelo                           | mexikanischer Schauspieler, Komiker, Fernsehmoderator und Kindermusiksänger                                       | 88    |       |
| 25. März | Juca Chaves                       | brasilianischer Komiker und Sänger                                                                                | 84    |       |
| 25. März | Daniel Chorzempa                  | US-amerikanischer Organist                                                                                        | 78    |       |
| 25. März | Csaba Czakó                       | ungarischer Ruderer                                                                                               | 79    |       |
| 25. März | Rita Czech-Blasel                 | deutsche Skilangläuferin                                                                                          | 90    |       |
| 25. März | Hilde Dietze                      | deutsche Turnerin                                                                                                 | 100   |       |
| 25. März | Barbara „Bobbi“ Ercoline          | US-amerikanische Person der Popkultur                                                                             | 73    |       |
| 25. März | Robert Gallinowski                | deutscher Schauspieler                                                                                            | 53    |       |
| 25. März | Dietrich Hellmann                 | deutscher Hörfunkmoderator                                                                                        | 61    |       |
| 25. März | Hans-Ulrich Herzberg              | deutscher Polizist und Landespolizeipräsident                                                                     | 79    |       |
| 25. März | Hans Hibler                       | deutscher Bergretter                                                                                              | 89    |       |
| 25. März | Walter Hueber                     | deutscher Jurist                                                                                                  | 102   |       |
| 25. März | Karl-Heinz Jügelt                 | deutscher Bibliothekar                                                                                            | 88    |       |
| 25. März | Pawel Krotow                      | russischer Freestyle-Skier                                                                                        | 30    |       |
| 25. März | Nicholas Lloyd Webber             | britischer Komponist und Musikproduzent                                                                           | 43    |       |
| 25. März | Pascoal Mocumbi                   | mosambikanischer Politiker                                                                                        | 81    |       |
| 25. März | Hans Richter                      | deutscher Fußballspieler und -trainer                                                                             | 63    |       |
| 25. März | Erwin Riess                       | österreichischer Politikwissenschaftler und Publizist                                                             | 66    |       |
| 25. März | Gustav Starzmann                  | deutscher Politiker                                                                                               | 78    |       |
| 25. März | Meta Stölken                      | deutsche Politikerin                                                                                              | 89    |       |
| 25. März | Leo D. Sullivan                   | US-amerikanischer Animator                                                                                        | 82    |       |
| 25. März | Roger Taylor                      | britischer Fantasy-Autor                                                                                          | 85    |       |
| 25. März | Karl Traupe                       | deutscher Jurist und Autor                                                                                        | 82    |       |
| 25. März | Tristán                           | argentinischer Schauspieler und Komiker                                                                           | 86    |       |
| 24. März | Krishna B. Athreya                | indischer Mathematiker                                                                                            | 83    |       |
| 24. März | Ken Franckling                    | US-amerikanischer Fotograf und Musikjournalist                                                                    |       |       |
| 24. März | Christopher Gunning               | britischer Komponist                                                                                              | 78    |       |
| 24. März | Scott Johnson                     | US-amerikanischer Komponist                                                                                       | 70    |       |
| 24. März | Orhan Karaveli                    | türkischer Journalist und Autor                                                                                   | 93    |       |
| 24. März | Walter Kintsch                    | US-amerikanischer Psychologe                                                                                      | 90    |       |
| 24. März | Tassilo Knauf                     | deutscher Pädagoge                                                                                                | 79    |       |
| 24. März | Ludolf von Mackensen              | deutscher Technikhistoriker und Museumsleiter                                                                     | 84    |       |
| 24. März | Hans Gerhard Maier                | deutscher Lebensmittelchemiker                                                                                    | 90    |       |
| 24. März | George McDaniel                   | US-amerikanischer Schauspieler                                                                                    | 80    |       |
| 24. März | Gordon Moore                      | US-amerikanischer Ingenieur und Unternehmer                                                                       | 94    |       |
| 24. März | Ka Moser                          | Schweizer Künstlerin                                                                                              | 86    |       |
| 24. März | Heinz Pepperle                    | deutscher Philosophiehistoriker                                                                                   | 91    |       |
| 24. März | Randall Robinson                  | US-amerikanischer Jurist und Anti-Apartheid-Aktivist                                                              | 81    |       |
| 24. März | Pradeep Sarkar                    | indischer Filmregisseur                                                                                           | 67    |       |
| 24. März | Ulf Schiewe                       | deutscher Schriftsteller                                                                                          | 75    |       |
| 23. März | Anthony Abbott                    | kanadischer Politiker                                                                                             | 92    |       |
| 23. März | Jewgeni Anikin                    | sowjetischer bzw. usbekischer Leichtathlet                                                                        | 65    |       |
| 23. März | Jean-Marie Apostolidès            | griechisch-französischer Schriftsteller, Essayist, Dramatiker und Theaterregisseur                                | 79    |       |
| 23. März | Manfred Aschke                    | deutscher Jurist                                                                                                  | 73    |       |
| 23. März | Jürgen Bolten                     | deutscher Kultur- und Kommunikationswissenschaftler                                                               | 67    |       |
| 23. März | Darcelle XV                       | US-amerikanische Dragqueen                                                                                        | 92    |       |
| 23. März | Marion Game                       | französische Schauspielerin                                                                                       | 84    |       |
| 23. März | Judit Garamvölgyi                 | ungarisch-schweizerische Historikerin                                                                             | 86    |       |
| 23. März | James Harithas                    | US-amerikanischer Museumsgründer, -leiter und -kurator                                                            | 90    |       |
| 23. März | Hans-Joachim Hildebrandt          | deutscher Mediziner                                                                                               | 92    | [ 1 ] |
| 23. März | Hans-Dieter Hillmoth              | deutscher Journalist und Rundfunkmanager                                                                          | 70    |       |
| 23. März | Joseph R. Inge                    | US-amerikanischer Offizier                                                                                        | 75    |       |
| 23. März | Tōichirō Kinoshita                | japanischer theoretischer Physiker                                                                                | 98    |       |
| 23. März | Rita Lakin                        | US-amerikanische Schriftstellerin, Drehbuchautorin und Showrunnerin                                               | 93    |       |
| 23. März | Jakow Neistadt                    | sowjetischer bzw. israelischer Schachspieler und Schachbuchautor                                                  | 99    |       |
| 23. März | Uwe Nerlich                       | deutscher Sicherheitspolitiker                                                                                    | 92    |       |
| 23. März | Harald Neuwirth                   | österreichischer Jazzpianist und Komponist                                                                        | 84    |       |
| 24. März | Bertil Norman                     | schwedischer Orientierungsläufer                                                                                  | 93    |       |
| 23. März | Ulrich Peiper                     | deutscher Mediziner                                                                                               | 89    |       |
| 23. März | Keith Reid                        | britischer Songtexter                                                                                             | 76    |       |
| 23. März | Bernard Siffert                   | Schweizer Jazzgitarrist                                                                                           | 66    |       |
| 23. März | Horst Söhnlein                    | deutscher APO-Aktivist                                                                                            | 80    |       |
| 22. März | Hans-Günter Bruckmann             | deutscher Politiker                                                                                               | 76    |       |
| 22. März | Rivka Basman Ben-Hayim            | litauisch-israelische Lyrikerin und Holocaust-Überlebende                                                         | 98    |       |
| 22. März | Günther Kieser                    | deutscher Grafikdesigner und Bildhauer                                                                            | 92    |       |
| 22. März | Carola Kretschmer                 | deutsche Gitarristin                                                                                              | 74    |       |
| 22. März | Tom Leadon                        | US-amerikanischer Musiker                                                                                         | 70    |       |
| 22. März | Walther Manshard                  | deutscher Geograph                                                                                                | 99    |       |
| 22. März | Takafumi Matsui                   | japanischer Planetologe und Geophysiker                                                                           | 77    |       |
| 22. März | Helmuth Pehlke                    | deutscher Theologe                                                                                                | 79    |       |
| 22. März | Wolfgang Röllig                   | deutscher Altorientalist                                                                                          | 91    |       |
| 22. März | Lucy Salani                       | italienische KZ-Überlebende und Zeitzeugin                                                                        | 98    |       |
| 22. März | Vera T. Sós                       | ungarische Mathematikerin                                                                                         | 92    |       |
| 22. März | Wayne Swinny                      | US-amerikanischer Gitarrist                                                                                       | 59    |       |
| 22. März | Manik Talwani                     | indisch-US-amerikanischer Geophysiker                                                                             | 89    |       |
| 22. März | Wladimir Tschurow                 | russischer Politiker                                                                                              | 70    |       |
| 22. März | Dieter Weintritt                  | deutscher Geophysiker                                                                                             | 87    |       |
| 21. März | Víctor Beltrán                    | chilenischer Fußballspieler                                                                                       | 90    |       |
| 21. März | Bernd Biedermann                  | deutscher Militärattaché und Autor                                                                                | 81    |       |
| 21. März | Ingo Bockler                      | deutscher Koch und Rezeptautor                                                                                    | 58    |       |
| 21. März | Eric Brown                        | britischer Science-Fiction- und Jugendbuch-Autor                                                                  | 62    |       |
| 21. März | Fernand J. Cheri                  | US-amerikanischer Weihbischof                                                                                     | 71    |       |
| 21. März | Joe Giella                        | US-amerikanischer Comiczeichner                                                                                   | 94    |       |
| 21. März | Janez Gorišek                     | jugoslawischer Skispringer und Architekt                                                                          | 89    |       |
| 21. März | George Gray                       | US-amerikanischer Opernsänger                                                                                     | 75    |       |
| 21. März | Jacques Haitkin                   | US-amerikanischer Kameramann                                                                                      | 72    |       |
| 21. März | Claude Lorius                     | französischer Glaziologe                                                                                          | 91    |       |
| 21. März | Wolfgang Marggraf                 | deutscher Musikwissenschaftler                                                                                    | 89    |       |
| 21. März | Francesco Maselli                 | italienischer Filmregisseur                                                                                       | 92    |       |
| 21. März | Ulrich Meyenborg                  | deutscher Politiker                                                                                               | 82    |       |
| 21. März | Harri Nykänen                     | finnischer Schriftsteller                                                                                         | 69    |       |
| 21. März | Florian Pagitsch                  | österreichischer Organist und Musikpädagoge                                                                       | 63    |       |
| 21. März | Julie Anne Peters                 | US-amerikanische Jugendbuchautorin                                                                                | 71    |       |
| 21. März | Willis Reed                       | US-amerikanischer Basketballspieler                                                                               | 80    |       |
| 21. März | John Smith                        | britischer Politiker und Peer                                                                                     | 92    |       |
| 21. März | Heinz Steinmann                   | deutscher Fußballspieler                                                                                          | 85    |       |
| 21. März | Pedro Velasco                     | US-amerikanischer Volleyballspieler                                                                               | 85    |       |
| 21. März | Peter Werner                      | US-amerikanischer Filmregisseur                                                                                   | 76    |       |
| 21. März | Klaus Wittmann                    | deutscher Übersetzer                                                                                              | 85    |       |
| 21. März | Eberhard Wolf                     | deutscher Bildhauer                                                                                               | 84    |       |
| 20. März | Rolf Brack                        | deutscher Handballspieler und -trainer                                                                            | 69    |       |
| 20. März | Osvaldo Héctor Cruz               | argentinischer Fußballspieler                                                                                     | 91    |       |
| 20. März | Tewolde Berhan Gebre Egziabher    | äthiopischer Umweltschützer und Biologe                                                                           | 83    |       |
| 20. März | Horst Ernestus                    | deutscher Bibliothekar                                                                                            | 97    |       |
| 20. März | Peter Funke                       | deutscher Anglist, Fachdidaktiker und Hochschullehrer                                                             | 95    |       |
| 20. März | Dave Gardner                      | kanadischer Eishockeyspieler und -trainer                                                                         | 70    |       |
| 20. März | Paul Grant                        | britischer Schauspieler                                                                                           | 56    |       |
| 20. März | Robert C. Gregg                   | US-amerikanischer Religionswissenschaftler                                                                        | 84    |       |
| 20. März | Norbert Horn                      | deutscher Rechtswissenschaftler                                                                                   | 86    |       |
| 20. März | Iuri Lapicus                      | italienischer Kampfsportler                                                                                       | 27    |       |
| 20. März | Siemer Oppermann                  | deutscher Philologe und Archäologe                                                                                | 88    |       |
| 20. März | Anthony Akoto Osei                | ghanaischer Ökonom und Politiker                                                                                  | 69    |       |
| 20. März | David V. Ragone                   | US-amerikanischer Metallurge                                                                                      | 92    |       |
| 20. März | Michael Reaves                    | US-amerikanischer Schriftsteller und Drehbuchautor                                                                | 72    |       |
| 20. März | Karl-Heinz Reinfandt              | deutscher Musikwissenschaftler und Musikpädagoge                                                                  | 90    |       |
| 20. März | Wassili Reschetnikow              | sowjetischer Militärpilot                                                                                         | 103   |       |
| 20. März | Suzanne Rheinstein                | US-amerikanischer Designerin                                                                                      | 77    |       |
| 20. März | Helmut Ringsdorf                  | deutscher Chemiker                                                                                                | 93    |       |
| 20. März | Hans Dietrich Schultz             | deutscher Numismatiker                                                                                            | 89    |       |
| 20. März | Anita Thallaug                    | norwegische Schauspielerin und Sängerin                                                                           | 85    |       |
| 20. März | Harald Wagner                     | deutscher Manager                                                                                                 | 99    |       |
| 20. März | Virginia Zeani                    | rumänische Opernsängerin                                                                                          | 97    |       |
| 19. März | Elizabeth de Cuevas               | französisch-US-amerikanische Bildhauerin                                                                          | 94    |       |
| 19. März | Jean-Jacques Favier               | französischer Astronaut                                                                                           | 73    |       |
| 19. März | Jean-François Fogel               | französischer Journalist und Essayist                                                                             | 76    |       |
| 19. März | Ovi de Francisco                  | spanische Journalistin                                                                                            | 94    |       |
| 19. März | Clemens Ganz                      | deutscher Kirchenmusiker                                                                                          | 88    |       |
| 19. März | Walter Gassire                    | uruguayischer Fußballspieler                                                                                      | 76    |       |
| 19. März | Oscar Holub                       | österreichischer Zeichner, Maler und Texter                                                                       | 72    |       |
| 19. März | Nafissa Jussupowa                 | sowjetische bzw. russische Kybernetikerin                                                                         | 70    |       |
| 19. März | Götz Kockott                      | deutscher Psychiater und Sexualmediziner                                                                          | 88    |       |
| 19. März | Gottfried Kustermann              | deutscher Sportschütze                                                                                            | 79    |       |
| 19. März | Marisol Malaret                   | puerto-ricanische Schönheitskönigin, Model und Fernsehmoderatorin                                                 | 73    |       |
| 19. März | Petar Nadoveza                    | jugoslawischer bzw. kroatischer Fußballspieler und -trainer                                                       | 80    |       |
| 19. März | Heinz Nowy                        | österreichischer Fußballspieler und -trainer                                                                      | 81    |       |
| 19. März | Ralph Roberts                     | neuseeländischer Segler                                                                                           | 87    |       |
| 19. März | Francisco Rodón                   | puerto-ricanischer Maler                                                                                          | 88    |       |
| 19. März | Ángel Romero Berthel              | kolumbianischer Journalist                                                                                        | 74    |       |
| 19. März | Fernando Xavier                   | osttimoresischer Unabhängigkeitsaktivist und Politiker                                                            | 75    |       |
| 18. März | Volker Beyrich                    | deutscher Lehrer und Archivleiter                                                                                 | 82    |       |
| 18. März | Gloria Dea                        | US-amerikanische Zauberkünstlerin und Schauspielerin                                                              | 100   |       |
| 18. März | Joscha Fischer-Antze              | deutscher Synchronsprecher                                                                                        | 79    |       |
| 18. März | Frédéric Fourgeaud                | französischer Unternehmer                                                                                         | 68    |       |
| 18. März | Thorsten Gerhard Jansen           | deutscher Aktivist                                                                                                | ≈55   |       |
| 18. März | Gerhard Kraft                     | deutscher Biophysiker und Krebsforscher                                                                           | 81    |       |
| 18. März | Micheline Lannoy                  | belgische Eiskunstläuferin                                                                                        | 98    |       |
| 18. März | Annette Lehmberg                  | deutsche Juristin                                                                                                 | 60    |       |
| 18. März | Aleksandra Leliwa-Kopystyńska     | polnische Physikerin                                                                                              | 85    |       |
| 18. März | Wilfried Ley                      | deutscher Raumfahrttechniker                                                                                      | 78    |       |
| 18. März | Robert Lindsay                    | britischer Peer und Politiker                                                                                     | 96    |       |
| 18. März | Kathy MacKinnon                   | britische Zoologin und Naturschützerin                                                                            | 75    |       |
| 18. März | Karl Nicola                       | deutscher Politiker                                                                                               | 83    |       |
| 18. März | Joseph Powathil                   | indischer Erzbischof                                                                                              | 92    |       |
| 18. März | Ambrosio Sánchez Amador           | spanischer Journalist                                                                                             | 78    |       |
| 18. März | Paul Schiller                     | österreichischer Fußballschiedsrichter                                                                            | 95    |       |
| 18. März | Spiros Simitis                    | deutscher Jurist und Datenschützer                                                                                | 88    |       |
| 18. März | Pedro Solbes                      | spanischer Ökonom, Jurist, Politologe und Politiker                                                               | 80    |       |
| 18. März | Wladimir Tschernawin              | sowjetischer bzw. russischer Admiral                                                                              | 94    |       |
| 18. März | Peter Vignau-Wilberg              | österreichisch-deutscher Kunsthistoriker                                                                          | 87    |       |
| 18. März | Helmut Wagner                     | deutscher Politikwissenschaftler                                                                                  | 93    |       |
| 18. März | Labo Yari                         | nigerianischer Schriftsteller                                                                                     | 80    |       |
| 17. März | Helmut Barwig                     | deutscher Politiker                                                                                               | 92    |       |
| 17. März | John Carenza                      | US-amerikanischer Fußballspieler                                                                                  | 73    |       |
| 17. März | Hal Dresner                       | US-amerikanischer Drehbuchautor und Schriftsteller                                                                | 85    |       |
| 17. März | Jorge Edwards                     | chilenischer Schriftsteller und Diplomat                                                                          | 91    |       |
| 17. März | Ada den Haan                      | niederländische Schwimmerin                                                                                       | 81    |       |
| 17. März | Dagmar Hansen-Kohlmorgen          | deutsche Handballspielerin                                                                                        | 74    |       |
| 17. März | Fuzzy Haskins                     | US-amerikanischer Sänger                                                                                          | 81    |       |
| 17. März | Olaf Höckmann                     | deutscher Prähistoriker                                                                                           | 87    |       |
| 17. März | Uwe Jellinek                      | deutscher Synchronsprecher und Schauspieler                                                                       | 69    |       |
| 17. März | John Jenrette                     | US-amerikanischer Politiker                                                                                       | 86    |       |
| 17. März | Peggy K. Liss                     | US-amerikanische Historikerin und Hispanistin                                                                     | 95    |       |
| 17. März | Fito Olivares                     | mexikanischer Musiker                                                                                             | 75    |       |
| 17. März | Lance Reddick                     | US-amerikanischer Schauspieler und Musiker                                                                        | 60    |       |
| 17. März | Sisto dos Santos                  | osttimoresischer Menschenrechtsaktivist                                                                           | 43    |       |
| 17. März | Robert W. Sennewald               | US-amerikanischer General                                                                                         | 93    |       |
| 17. März | Raoul Servais                     | belgischer Filmregisseur                                                                                          | 94    |       |
| 17. März | María Silva                       | spanische Schauspielerin                                                                                          | 81    |       |
| 17. März | Mick Slattery                     | britischer Gitarrist                                                                                              | 77    |       |
| 17. März | Guy Troy                          | US-amerikanischer Moderner Fünfkämpfer                                                                            | 100   |       |
| 17. März | Dubravka Ugrešić                  | jugoslawische bzw. kroatische Schriftstellerin                                                                    | 73    |       |
| 17. März | Laura Valenzuela                  | spanische Schauspielerin und Fernsehmoderatorin                                                                   | 92    |       |
| 17. März | Jasmin Voutilainen                | finnische Schauspielerin                                                                                          | 27    |       |
| 17. März | Reiner Witte                      | deutscher Handballspieler und -funktionär                                                                         | 68    |       |
| 17. März | Tilman Zülch                      | deutscher Menschenrechtsaktivist                                                                                  | 83    |       |
| 16. März | Sharon Acker                      | kanadische Schauspielerin                                                                                         | 87    |       |
| 16. März | Katalin Benkő                     | ungarische Kanutin                                                                                                | 81    |       |
| 16. März | Tony Coe                          | britischer Jazzmusiker                                                                                            | 88    |       |
| 16. März | Ángel Fournier                    | kubanischer Ruderer                                                                                               | 35    |       |
| 16. März | Patrick French                    | britischer Historiker und Schriftsteller                                                                          | 57    |       |
| 16. März | Jacqueline Gold                   | britische Unternehmerin                                                                                           | 62    |       |
| 16. März | Peter Hardy                       | australischer Schauspieler                                                                                        | 66    |       |
| 16. März | Gerhard Heindel                   | deutscher Basketballspieler                                                                                       | 79    |       |
| 16. März | Manfred Hemken                    | deutscher Politiker                                                                                               | 86    |       |
| 16. März | Gladys Kessler                    | US-amerikanische Juristin                                                                                         | 85    |       |
| 16. März | Wolf Meinhof                      | deutscher Dermatologe                                                                                             | 94    |       |
| 16. März | José Francisco Moreira dos Santos | portugiesisch-angolanischer Bischof                                                                               | 94    |       |
| 16. März | Emmanuelle Mottaz                 | französische Sängerin und Schauspielerin                                                                          | 59    |       |
| 16. März | Victor Ocampo                     | philippinischer Bischof                                                                                           | 71    |       |
| 16. März | Klaus Quirini                     | deutscher DJ und Verbandsfunktionär                                                                               | 81    |       |
| 16. März | Takashi Seki                      | japanischer Archäologe                                                                                            | 84    |       |
| 16. März | Alexandre Tarta                   | französischer Fernsehproduzent und Regisseur                                                                      | 94    |       |
| 15. März | Dorothy Bohm                      | britische Fotografin                                                                                              | 98    |       |
| 15. März | Pierluigi Concutelli              | italienischer Terrorist                                                                                           | 78    |       |
| 15. März | Ron Cooper                        | britischer Boxer                                                                                                  | 95    |       |
| 15. März | Nachum Erlich                     | israelischer Violinist                                                                                            | 63    |       |
| 15. März | Marie-Odile Goulet-Cazé           | französische Philologin und Philosophiehistorikerin                                                               | 72    |       |
| 15. März | Horst Fredo Henze                 | deutscher Fußballfunktionär                                                                                       | 90    |       |
| 15. März | Stuart Hodes                      | US-amerikanischer Tänzer, Choreograf und Tanzlehrer                                                               | 98    |       |
| 15. März | Horst K. Jandl                    | österreichischer Maler                                                                                            | 82    |       |
| 15. März | Franz Kett                        | deutscher Religionspädagoge und Verleger                                                                          | 89    |       |
| 15. März | Fritz Köhlein                     | deutscher Sachbuchautor                                                                                           | 98    |       |
| 15. März | Volker Krey                       | deutscher Rechtswissenschaftler                                                                                   | 82    |       |
| 15. März | Roman Lentner                     | polnischer Fußballspieler                                                                                         | 85    |       |
| 15. März | Georg Penker                      | deutscher Landschaftsarchitekt und Autor                                                                          | 96    |       |
| 15. März | Siegfried Schulte                 | deutscher Komponist                                                                                               | 87    |       |
| 15. März | Jonas Šimėnas                     | litauischer Politiker                                                                                             | 69    |       |
| 15. März | Claude Simonet                    | französischer Fußballspieler und Sportfunktionär                                                                  | 92    |       |
| 15. März | Volker Uiberreither               | österreichischer Maler und Grafiker                                                                               | 84    |       |
| 15. März | Antje Vollmer                     | deutsche Politikerin                                                                                              | 79    |       |
| 15. März | Axel Vulpius                      | deutscher Regierungsbeamter                                                                                       | 96    |       |
| 15. März | Thomas Wagner                     | österreichischer Fußballspieler                                                                                   | 46    |       |
| 15. März | Michel Würthle                    | deutscher Künstler und Gastronom                                                                                  | 79    |       |
| 14. März | Alexander Andrejew                | sowjetischer bzw. russischer Physiker                                                                             | 83    |       |
| 14. März | Ursula A. J. Becher               | deutsche Historikerin und Geschichtsdidaktikerin                                                                  | 88    |       |
| 14. März | Josef Beischer                    | deutscher Dirigent und Komponist                                                                                  | 96    |       |
| 14. März | Bobby Caldwell                    | US-amerikanischer Singer-Songwriter und Musiker                                                                   | 71    |       |
| 14. März | Karl Josef Klauer                 | deutscher Psychologe                                                                                              | 94    |       |
| 14. März | Albrecht Mannschreck              | deutscher Chemiker                                                                                                | 88    |       |
| 14. März | Angel Floro Martínez              | spanisch-simbabwischer Bischof                                                                                    | 83    |       |
| 14. März | Paul Müller                       | deutscher Physiker                                                                                                | 74    |       |
| 14. März | Luigi Piccatto                    | italienischer Cartoonist und American-Football-Spieler                                                            | 68    |       |
| 14. März | Detlev Tank                       | deutscher Fußballspieler und -trainer                                                                             | 78    |       |
| 14. März | Richard Wagner                    | rumänisch-deutscher Schriftsteller                                                                                | 70    |       |
| 13. März | Reinhard Bornkamm                 | deutscher Botaniker und Hochschullehrer                                                                           | 92    |       |
| 13. März | Richard Burkart                   | US-amerikanischer Trompeter                                                                                       | 91    |       |
| 13. März | Simon Emmerson                    | britischer Musikproduzent, DJ und Komponist                                                                       | 67    |       |
| 13. März | Jim Gordon                        | US-amerikanischer Schlagzeuger und Songwriter                                                                     | 77    |       |
| 13. März | Paul Jakobi                       | deutscher Theologe und Publizist                                                                                  | 95    |       |
| 13. März | Ismaila Mabo                      | nigerianischer Fußballtrainer                                                                                     | 78    |       |
| 13. März | Curly Martin                      | US-amerikanischer Schlagzeuger                                                                                    | 79    |       |
| 13. März | Mario Masini                      | italienischer Kameramann                                                                                          | 84    |       |
| 13. März | Joe Pepitone                      | US-amerikanischer Baseballspieler                                                                                 | 82    |       |
| 13. März | Davood Roostaei                   | iranischer Maler                                                                                                  | ≈63   |       |
| 13. März | Patricia Schroeder                | US-amerikanische Politikerin                                                                                      | 82    |       |
| 13. März | Eberhard Schunck                  | deutscher Architekt                                                                                               | 85    |       |
| 13. März | Vera Selby                        | englische English-Billiards- und Snookerspielerin                                                                 | 93    |       |
| 13. März | Cyprian Tseriwa                   | simbabwischer Leichtathlet                                                                                        | 86    |       |
| 13. März | Ernst Tugendhat                   | deutscher Philosoph                                                                                               | 93    |       |
| 13. März | Dieter Urban                      | deutscher Soziologe                                                                                               | 71    |       |
| 13. März | Norbert Vogel                     | deutscher Fotograf                                                                                                | 78    |       |
| 13. März | Manfred Wichelhaus                | deutscher Religionspädagoge                                                                                       | 91    |       |
| 12. März | Peter-Wolf Ascher                 | österreichischer Neurochirurg                                                                                     | 84    |       |
| 12. März | Helen Balmer                      | Schweizer Bildhauerin                                                                                             | 98    |       |
| 12. März | Werner Beile                      | deutscher Anglist, Sprachwissenschaftler und Fremdsprachendidaktiker                                              |       |       |
| 12. März | Warren Boroson                    | US-amerikanischer Journalist und Autor                                                                            | 88    |       |
| 12. März | Phyllida Barlow                   | britische Künstlerin                                                                                              | 78    |       |
| 12. März | Zdeněk Bláha                      | tschechoslowakischer Eishockeyspieler- und trainer                                                                | 98    |       |
| 12. März | Rolly Crump                       | US-amerikanischer Fahrgeschäftdesigner                                                                            | 93    |       |
| 12. März | Susan Cunliffe-Lister             | britische Peeress und Politikerin                                                                                 | 87    |       |
| 12. März | Dick Fosbury                      | US-amerikanischer Leichtathlet                                                                                    | 76    |       |
| 12. März | Karel Kaplan                      | tschechischer Historiker und Publizist                                                                            | 94    |       |
| 12. März | Fritz Keller                      | österreichischer Historiker und Geschichtsarbeiter                                                                | 72    |       |
| 12. März | Marek Kopelent                    | tschechischer Komponist                                                                                           | 90    |       |
| 12. März | Edward Leavy                      | US-amerikanischer Richter                                                                                         | 93    |       |
| 12. März | Jaume Medina                      | spanischer Philologe und Schriftsteller                                                                           | 73    |       |
| 12. März | Dragoslav Mihailović              | serbischer Schriftsteller                                                                                         | 92    |       |
| 12. März | Gyula Németh                      | ungarischer Leichtathlet                                                                                          | 63    |       |
| 12. März | Rudel Obreja                      | rumänischer Boxer und Sportfunktionär                                                                             | 57    |       |
| 12. März | Johannes Renger                   | deutscher Altorientalist                                                                                          | 88    |       |
| 12. März | Felton Spencer                    | US-amerikanischer Basketballspieler                                                                               | 55    |       |
| 12. März | Joseph Edward Troy                | kanadischer Bischof                                                                                               | 91    |       |
| 11. März | Manfred Buck                      | deutscher Arzt, Laienpriester und Politiker                                                                       | 71    |       |
| 11. März | Ernst Behringer                   | deutscher Politiker                                                                                               | 81    |       |
| 11. März | Jürgen Boeckh                     | deutscher Zoologe und Neurobiologe                                                                                | 88    |       |
| 11. März | Cees Douma                        | niederländischer Architekt                                                                                        | 89    |       |
| 11. März | Mädir Eugster                     | Schweizer Artist und Theatergründer                                                                               | 68    |       |
| 11. März | Amy Fuller                        | US-amerikanische Ruderin                                                                                          | 54    |       |
| 11. März | Erminio Giudici                   | Schweizer Offizier, Militärhistoriker und Turner                                                                  | 103   |       |
| 11. März | Bud Grant                         | US-amerikanischer American-Football-Spieler und -Trainer                                                          | 95    |       |
| 11. März | Paul Heinrich                     | deutscher Dichter                                                                                                 | 53    |       |
| 11. März | Angel Hobayan                     | philippinischer Bischof                                                                                           | 93    |       |
| 11. März | John Jakes                        | US-amerikanischer Schriftsteller                                                                                  | 90    |       |
| 11. März | William G. Johnsson               | australisch-US-amerikanischer Theologe und Autor                                                                  | 88    |       |
| 11. März | Keith Johnstone                   | britischer Dramaturg und Schauspiellehrer                                                                         | 90    |       |
| 11. März | Dave Kamien                       | US-amerikanischer Pianist, Dirigent und Komponist                                                                 | 94    |       |
| 11. März | Ignacio López Tarso               | mexikanischer Schauspieler                                                                                        | 98    |       |
| 11. März | Alexandru Mesian                  | rumänischer Bischof                                                                                               | 86    |       |
| 11. März | Michel Peyramaure                 | französischer Journalist und Schriftsteller                                                                       | 101   |       |
| 11. März | Piero Sartogo                     | italienischer Architekt                                                                                           | 88    |       |
| 11. März | Bill Tidy                         | britischer Cartoonist                                                                                             | 89    |       |
| 11. März | Costa Titch                       | südafrikanischer Rapper                                                                                           | 28    |       |
| 11. März | Ann Wilson                        | US-amerikanische Künstlerin                                                                                       | 91    |       |
| 11. März | Franz Wunderbaldinger             | österreichischer Diplomat                                                                                         | 95    |       |
| 11. März | Jiang Yanyong                     | chinesischer Arzt und Whistleblower                                                                               | 91    |       |
| 10. März | Jesús Alou                        | dominikanischer Baseballspieler                                                                                   | 80    |       |
| 10. März | Louis A. Bafalis                  | US-amerikanischer Politiker                                                                                       | 93    |       |
| 10. März | Bebeto Castilho                   | brasilianischer Sänger und Multiinstrumentalist                                                                   | 83    |       |
| 10. März | Maksym Chalynytschew              | ukrainischer Boxer                                                                                                | 22    |       |
| 10. März | Junior English                    | jamaikanischer Reggae-Sänger                                                                                      | ≈71   |       |
| 10. März | Lily Yulianti Farid               | indonesische Schriftstellerin und Journalistin                                                                    | 51    |       |
| 10. März | MC Fats                           | US-amerikanischer Jungle- und Drum 'n' Bass-Musiker                                                               | 64    |       |
| 10. März | Heinz Fischer                     | deutscher Fußballspieler                                                                                          | 84    |       |
| 10. März | Kevin Freeman                     | US-amerikanischer Vielseitigkeitsreiter                                                                           | 81    |       |
| 10. März | Naonobu Fujii                     | japanischer Volleyballspieler                                                                                     | 31    |       |
| 10. März | Michael Gempart                   | Schweizer Schauspieler                                                                                            | 88    |       |
| 10. März | Gert Gütschow                     | deutscher Schauspieler                                                                                            | 95    |       |
| 10. März | Paul Hählen                       | Schweizer Maler und Architekt                                                                                     | 102   |       |
| 10. März | Karoline Käfer                    | österreichische Leichtathletin                                                                                    | 68    |       |
| 10. März | Walter Koch                       | deutscher Schauspieler und Synchronsprecher                                                                       | 88    |       |
| 10. März | Goff Letts                        | australischer Politiker (Northern Territory)                                                                      | 95    |       |
| 10. März | Itō Masatoshi                     | japanischer Unternehmer                                                                                           | 98    |       |
| 10. März | Napoleon XIV                      | US-amerikanischer Musikproduzent                                                                                  | 84    |       |
| 10. März | René Olmeta                       | französischer Politiker                                                                                           | 88    |       |
| 10. März | Periquín „Niño Jero“              | spanischer Flamenco-Gitarrist                                                                                     | 68    |       |
| 10. März | Michal Reiman                     | tschechischer Politologe und Historiker                                                                           | 92    |       |
| 10. März | Tongo                             | peruanischer Sänger und Entertainer                                                                               | 65    |       |
| 10. März | Michael Wilford                   | britischer Architekt                                                                                              | 84    |       |
| 10. März | William Wulf                      | US-amerikanischer Informatiker                                                                                    | 83    |       |
| 10. März | Annemarie Zornack                 | deutsche Dichterin und Schriftstellerin                                                                           | 90    |       |
| 9. März  | Azagaia                           | mosambikanischer Rapper                                                                                           | 38    |       |
| 9. März  | Robert Blake                      | US-amerikanischer Schauspieler                                                                                    | 89    |       |
| 9. März  | Jochen Bludau                     | deutscher Schauspieler, Bühnenautor und Filmproduzent                                                             | 81    |       |
| 9. März  | Roland Castro                     | französischer Architekt und politischer Aktivist                                                                  | 82    |       |
| 9. März  | Wolfgang Chevallier               | deutscher Kameramann                                                                                              | 78    |       |
| 9. März  | George V. Chilingar               | US-amerikanischer Erdölgeologe                                                                                    | 93    |       |
| 9. März  | Gisela Freund                     | deutsche Archäologin                                                                                              | 102   |       |
| 9. März  | Shirō Hashizume                   | japanischer Schwimmer                                                                                             | 94    |       |
| 9. März  | Joachim Kersten                   | deutscher Jurist, Autor, Herausgeber und Literaturförderer                                                        | 76    |       |
| 9. März  | A. Eugene Kohn                    | US-amerikanischer Architekt                                                                                       | 92    |       |
| 9. März  | Robin Lumley                      | britischer Fusionmusiker                                                                                          | 75    |       |
| 9. März  | Raphael Mechoulam                 | israelischer Chemiker                                                                                             | 92    |       |
| 9. März  | Willi Münch                       | deutscher Museumsleiter und Autor                                                                                 | 92    |       |
| 9. März  | Chikage Ōgi                       | japanische Politikerin                                                                                            | 89    |       |
| 9. März  | Fazalur Rehman                    | pakistanischer Hockeyspieler                                                                                      | 81    |       |
| 9. März  | Otis Taylor                       | US-amerikanischer American-Football-Spieler                                                                       | 80    |       |
| 9. März  | Pearry Reginald Teo               | singapurischer Filmregisseur, Drehbuchautor und Filmproduzent                                                     | 44    |       |
| 8. März  | Marcel Amont                      | französischer Sänger und Schauspieler                                                                             | 93    |       |
| 8. März  | Paul Anselin                      | französischer Politiker                                                                                           | 91    |       |
| 8. März  | Reimar Johannes Baur              | deutscher Schauspieler                                                                                            | 95    |       |
| 8. März  | Tønnes Berthelsen                 | grönländischer Manager und Fußballspieler                                                                         | 61    |       |
| 8. März  | Hendrik Brocks                    | indonesischer Radrennfahrer                                                                                       | 80    |       |
| 8. März  | Marianne Brull                    | schweizerisch-spanische Politaktivistin, Verlegerin und Musikveranstalterin                                       | 87    |       |
| 8. März  | Jim Durkin                        | US-amerikanischer Gitarrist                                                                                       | 58    |       |
| 8. März  | Lars-Erik Friberg                 | schwedischer Schauspieler                                                                                         | 72    |       |
| 8. März  | Bert I. Gordon                    | US-amerikanischer Filmregisseur, Filmproduzent und Drehbuchautor                                                  | 100   |       |
| 8. März  | Roland Hürzeler                   | Schweizer Kunstturner                                                                                             | 77    |       |
| 8. März  | Paul Kaegbein                     | deutscher Bibliothekar                                                                                            | 97    |       |
| 8. März  | Satish Kaushik                    | indischer Schauspieler, Regisseur, Produzent, Komiker und Drehbuchautor                                           | 66    |       |
| 8. März  | Pentti Koskinen                   | finnischer Wasserspringer                                                                                         | 79    |       |
| 8. März  | Klaus-Dieter Kühn                 | deutscher Katastrophenschützer                                                                                    | 73    |       |
| 8. März  | Josua Madsen                      | dänischer Schlagzeuger                                                                                            | 45    |       |
| 8. März  | Hermann Magerer                   | deutscher Fernsehjournalist und Autor                                                                             | 87    |       |
| 8. März  | Hans Musch                        | deutscher Organist und Musikwissenschaftler                                                                       | 88    |       |
| 8. März  | Georg Rogge                       | deutscher Politiker                                                                                               | 93    |       |
| 8. März  | Max Stock                         | deutscher Maler und Grafiker                                                                                      | 74    |       |
| 8. März  | Moa Tahi                          | US-amerikanische Schauspielerin                                                                                   | 90    |       |
| 8. März  | Chaim Topol                       | israelischer Schauspieler                                                                                         | 87    |       |
| 8. März  | Peter Van Vlodrop                 | deutscher Politiker                                                                                               | 95    |       |
| 7. März  | Ian Falconer                      | US-amerikanischer Bilderbuchautor und -illustrator, Bühnenbildner und Designer                                    | 63    |       |
| 7. März  | Alfred Friedrich                  | österreichischer Koch                                                                                             | 66    |       |
| 7. März  | Friedrich-Ernst von Garnier       | deutscher Grafiker und Industriedesigner                                                                          | 87    |       |
| 7. März  | Denise Goddard                    | britische Kunstturnerin                                                                                           | 77    |       |
| 7. März  | André Haefliger                   | Schweizer Mathematiker                                                                                            | 93    |       |
| 7. März  | Paul Justman                      | US-amerikanischer Film- und Musikvideoregisseur                                                                   | 74    |       |
| 7. März  | Dmytro Kozjubajlo                 | ukrainischer Offizier                                                                                             | 27    |       |
| 7. März  | France Lambiotte                  | französische Schauspielerin                                                                                       | 83    |       |
| 7. März  | Augusto Lauro                     | italienischer Bischof                                                                                             | 99    |       |
| 7. März  | Víctor Luque                      | spanischer Gitarrist                                                                                              | 84    |       |
| 7. März  | Frank Maasdorf                    | deutscher Bildhauer                                                                                               | 72    |       |
| 7. März  | Patricia McCormick                | US-amerikanische Wasserspringerin                                                                                 | 92    |       |
| 7. März  | Dominique Rebourgeon              | französisch-deutscher Maler, Grafiker, Bühnenbildner, Restaurator, Kunsterzieher, Organist, Pianist und Komponist | 76    |       |
| 7. März  | Armin Rudolph                     | deutscher Bibliothekar, Archäologe und Bodendenkmalpfleger                                                        | 64    |       |
| 7. März  | Lynn Seymour                      | kanadische Balletttänzerin und Schauspielerin                                                                     | 83    |       |
| 7. März  | Khatijun Nissa Siraj              | singapurische Frauenrechtlerin                                                                                    | 97    |       |
| 7. März  | Peter Zah                         | US-amerikanischer Politiker                                                                                       | 85    |       |
| 6. März  | Françoise Basch                   | französische Literaturwissenschaftlerin und Feministin                                                            | 92    |       |
| 6. März  | Georgina Beyer                    | neuseeländische Politikerin                                                                                       | 65    |       |
| 6. März  | Gerhard Binder                    | deutscher Altphilologe                                                                                            | 84    |       |
| 6. März  | Franz Böni                        | Schweizer Schriftsteller                                                                                          | 70    |       |
| 6. März  | Harvey Carignan                   | US-amerikanischer Serienmörder                                                                                    | 95    |       |
| 6. März  | Pawel Charin                      | sowjetischer Kanute                                                                                               | 95    |       |
| 6. März  | Gordon T. Dawson                  | US-amerikanischer Film- und Fernsehproduzent sowie Drehbuchautor                                                  | 86    |       |
| 6. März  | Vito von Eichborn                 | deutscher Verleger, Journalist, Publizist, Herausgeber, Lektor und Autor                                          | 79    |       |
| 6. März  | Enrique Florescano                | mexikanischer Historiker                                                                                          | 85    |       |
| 6. März  | Sergey Grishin                    | russisch-US-amerikanischer Oligarch, Ingenieur und Entwickler                                                     | 56    |       |
| 6. März  | Masayuki Imai                     | japanischer Kunsthandwerker                                                                                       | 92    |       |
| 6. März  | Jörg Jarnut                       | deutscher Historiker                                                                                              | 81    |       |
| 6. März  | Gisela Krebs                      | deutsche Ökonomin                                                                                                 | 91    |       |
| 6. März  | Traute Lafrenz                    | deutsche NS-Widerstandskämpferin                                                                                  | 103   |       |
| 6. März  | Rudolf Lehr                       | österreichischer Journalist und Historiker                                                                        | 93    |       |
| 6. März  | Ken Money                         | kanadischer Physiologe, Astronautenanwärter und Hochspringer                                                      | 88    |       |
| 6. März  | Seiko Obonai                      | japanischer Leichtathlet                                                                                          | 83    |       |
| 6. März  | Benigno Luigi Papa                | italienischer Erzbischof                                                                                          | 87    |       |
| 6. März  | Gérard Pélisson                   | französischer Hotelier und Unternehmer                                                                            | 91    |       |
| 6. März  | Ludwig Reiner                     | deutscher Agrarwissenschaftler                                                                                    | 86    |       |
| 6. März  | Heinz Schwarz                     | deutscher Politiker                                                                                               | 94    |       |
| 6. März  | Wyndham St. John                  | kanadische Vielseitigkeitsreiterin                                                                                | 63    |       |
| 6. März  | Wolfgang Tress                    | deutscher Psychotherapeut und Psychoanalytiker                                                                    | 74    |       |
| 6. März  | Josef Vojta                       | tschechoslowakischer Fußballspieler                                                                               | 87    |       |
| 5. März  | Richard Aylmer                    | britischer Skilangläufer                                                                                          | 91    |       |
| 5. März  | Klaus-Michael Bonsack             | deutscher Rennrodler                                                                                              | 81    |       |
| 5. März  | Denys Drozdz                      | französischer Rugbyspieler                                                                                        | 37    |       |
| 5. März  | Claire Etcherelli                 | französische Autorin                                                                                              | 92    |       |
| 5. März  | Sharifa Fadel                     | ägyptische Sängerin und Schauspielerin                                                                            | 84    |       |
| 5. März  | Frank Griswold                    | US-amerikanischer Bischof und Kirchenoberhaupt                                                                    | 85    |       |
| 5. März  | Günther Heincz                    | österreichischer Pferdesportfunktionär                                                                            | 75    |       |
| 5. März  | Antal Hetényi                     | ungarischer Judoka                                                                                                | 75    |       |
| 5. März  | Allan Jay                         | britischer Fechter                                                                                                | 91    |       |
| 5. März  | Charles Henry Kahn                | US-amerikanischer Philologe und Philosophiehistoriker                                                             | 94    |       |
| 5. März  | Matti Klinge                      | finnischer Historiker                                                                                             | 86    |       |
| 5. März  | Atilio Milanta                    | argentinischer Rechtsanwalt, Schriftsteller, Richter und Dozent                                                   | 96    |       |
| 5. März  | Kenneth Montgomery                | britischer Dirigent und Musikpädagoge                                                                             | 79    |       |
| 5. März  | Michael Narloch                   | deutscher Schauspieler und Synchronsprecher                                                                       | 79    | [ 2 ] |
| 5. März  | Hilde De Ridder-Symoens           | belgische Historikerin                                                                                            | 79    |       |
| 5. März  | Pedro Rodrigues Filho             | brasilianischer Serienmörder                                                                                      | 68    |       |
| 5. März  | Gary Rossington                   | US-amerikanischer Gitarrist und Songwriter                                                                        | 71    |       |
| 5. März  | Shōzō Sasahara                    | japanischer Ringer und Sportfunktionär                                                                            | 93    |       |
| 5. März  | Moustapha Sylla                   | ivorischer Fußballspieler                                                                                         | 21    |       |
| 5. März  | Imre Vágyóczky                    | ungarischer Kanute                                                                                                | 90    |       |
| 5. März  | Kurt Wernli                       | Schweizer Politiker                                                                                               | 81    |       |
| 4. März  | Romualdo Arppi Filho              | brasilianischer Fußballschiedsrichter                                                                             | 84    |       |
| 4. März  | Dietmar Artzinger-Bolten          | deutscher Jurist, Politiker und Fußballfunktionär                                                                 | 82    |       |
| 4. März  | Phil Batt                         | US-amerikanischer Politiker                                                                                       | 96    |       |
| 4. März  | Heinz Baumann                     | deutscher Schauspieler                                                                                            | 95    |       |
| 4. März  | Jacques Boigelot                  | belgischer Filmregisseur                                                                                          | 93    |       |
| 4. März  | Wolfgang Deurer                   | deutscher Architekt und Denkmalpfleger                                                                            | 89    |       |
| 4. März  | Joseph Gabriel Fernandez          | indischer Bischof                                                                                                 | 97    |       |
| 4. März  | Judith Heumann                    | US-amerikanische Aktivistin                                                                                       | 75    |       |
| 4. März  | Dieter Karthein                   | deutscher Karnevalist                                                                                             | 84    |       |
| 4. März  | Irene Marquardt                   | deutsche Bildhauerin                                                                                              | 80    |       |
| 4. März  | Wiegand Pabsch                    | deutscher Diplomat                                                                                                | 90    |       |
| 4. März  | János Rácz                        | ungarischer Basketballspieler                                                                                     | 81    |       |
| 4. März  | Donald Snyder                     | US-amerikanischer Politiker                                                                                       | 71    |       |
| 4. März  | Spot                              | US-amerikanischer Musikproduzent                                                                                  | 71    |       |
| 4. März  | Leo Sterckx                       | belgischer Bahnradsportler                                                                                        | 86    |       |
| 4. März  | Irena Szumiel                     | polnische Biochemikerin und Strahlenforscherin                                                                    | 87    |       |
| 4. März  | Brigitte Tilmann                  | deutsche Juristin                                                                                                 | 81    |       |
| 3. März  | Francisco J. Ayala                | US-amerikanischer Genetiker, Evolutionsbiologe und Philosoph                                                      | 88    |       |
| 3. März  | Stanisław Balbus                  | polnischer Literaturkritiker, Literaturtheoretiker und Übersetzer                                                 | 80    |       |
| 3. März  | Björn Bente                       | deutscher Schachspieler                                                                                           | 49    |       |
| 3. März  | Ole Borre                         | dänischer Politikwissenschaftler, Soziologe und Hochschullehrer                                                   | 90    |       |
| 3. März  | Barbara Bryant                    | US-amerikanische Regierungsbeamtin                                                                                | 96    |       |
| 3. März  | Edwin Alfred Dawes                | schottischer Biochemiker und Zauberhistoriker                                                                     | 97    |       |
| 3. März  | Carlos Garnett                    | US-amerikanischer Jazzsaxophonist                                                                                 | 84    |       |
| 3. März  | Hans Gerlach                      | deutscher Chemiker                                                                                                | 90    |       |
| 3. März  | Werner Glastetter                 | deutscher Wirtschaftswissenschaftler                                                                              | 85    |       |
| 3. März  | Johann Hoffmann                   | österreichischer Basketballspieler                                                                                | 82    |       |
| 3. März  | Georg Kranz                       | deutscher Filmarchitekt und Szenenbildner                                                                         | 88    |       |
| 3. März  | Sara Lane                         | US-amerikanische Schauspielerin                                                                                   | 73    |       |
| 3. März  | Gerd-Rüdiger Lang                 | deutscher Uhrmacher und Unternehmer                                                                               | 80    |       |
| 3. März  | Pierre Legendre                   | französischer Rechtshistoriker und Psychoanalytiker                                                               | 92    |       |
| 3. März  | David Lindley                     | US-amerikanischer Multiinstrumentalist und Sänger                                                                 | 78    |       |
| 3. März  | Jaak Lipso                        | sowjetischer Basketballspieler                                                                                    | 82    |       |
| 3. März  | Christopher MacAndrew             | britischer Peer und Politiker                                                                                     | 78    |       |
| 3. März  | Johanna Mazibuko                  | südafrikanische inoffizielle Altersrekordlerin                                                                    | ≈128  |       |
| 3. März  | Argentina Menis                   | rumänische Leichtathletin                                                                                         | 74    |       |
| 3. März  | Adelheid Mette                    | deutsche Indologin                                                                                                | 88    |       |
| 3. März  | Kenzaburō Ōe                      | japanischer Schriftsteller                                                                                        | 88    |       |
| 3. März  | Heinrich Peuckmann                | deutscher Schriftsteller                                                                                          | 73    |       |
| 3. März  | Georgi Schulpin                   | russischer Chemiker                                                                                               | 76    |       |
| 3. März  | Tom Sizemore                      | US-amerikanischer Schauspieler                                                                                    | 61    |       |
| 3. März  | Margherita Spiluttini             | österreichische Fotografin                                                                                        | 75    |       |
| 3. März  | Rafael Viñoly                     | uruguayisch-US-amerikanischer Architekt                                                                           | 78    |       |
| 2. März  | Aziz Mushabber Ahmadi             | indischer Jurist                                                                                                  | 90    |       |
| 2. März  | Rodrigo Álvarez Cambras           | kubanischer Orthopäde                                                                                             | 88    |       |
| 2. März  | Mary Bauermeister                 | deutsche Künstlerin                                                                                               | 88    |       |
| 2. März  | Gilberto Corretti                 | italienischer Architekt und Designer                                                                              | 81    |       |
| 2. März  | Chandrashekhar Dasgupta           | indischer Diplomat                                                                                                | 82    |       |
| 2. März  | Felice Holman                     | US-amerikanische Kinder- und Jugendbuchautorin                                                                    | 103   |       |
| 2. März  | Michel Jacot                      | deutscher Schauspieler und Maler                                                                                  | 82    |       |
| 2. März  | Bassma Kodmani                    | syrische Politikwissenschaftlerin und Politikerin                                                                 | 64    |       |
| 2. März  | Steve Mackey                      | britischer Rockbassist und Musikproduzent                                                                         | 56    |       |
| 2. März  | Jan-Waalke Meyer                  | deutscher Archäologe                                                                                              | 77    |       |
| 2. März  | José Molíns                       | spanischer Leichtathlet                                                                                           | 90    |       |
| 2. März  | Ryuho Okawa                       | japanischer Unternehmer und Sektenführer                                                                          | 66    |       |
| 2. März  | María Onetto                      | argentinische Schauspielerin                                                                                      | 56    |       |
| 2. März  | Sepp Reif                         | deutscher Eishockeyspieler                                                                                        | 85    |       |
| 2. März  | Nora Schmitt                      | deutsche Schriftstellerin                                                                                         | 98    |       |
| 2. März  | Wayne Shorter                     | US-amerikanischer Jazz-Saxophonist und -Komponist                                                                 | 89    |       |
| 2. März  | Gothart Stier                     | deutscher Kirchenmusiker                                                                                          | 84    |       |
| 2. März  | John Stobart                      | britischer Marinemaler                                                                                            | 93    |       |
| 2. März  | Helmuth Stöberl                   | deutscher Bootskonstrukteur                                                                                       | ≈93   |       |
| 2. März  | Joachim Zeller                    | deutscher Politiker                                                                                               | 70    |       |
| 2. März  | Jan Żurawski                      | polnischer Ringer                                                                                                 | 91    |       |
| 1. März  | Souley Abdoulaye                  | nigrischer Politiker und Bankmanager                                                                              | ≈67   |       |
| 1. März  | Alexandra von Berlichingen        | deutsche Dolmetscherin und Altbundespräsidentengattin                                                             | 82    |       |
| 1. März  | Ahmed Arab                        | französisch-algerischer Fußballspieler                                                                            | 89    |       |
| 1. März  | Andrej Botikow                    | russischer Virologe und Impfstoffentwickler                                                                       | 47    |       |
| 1. März  | Erling Thue Dideriksen            | dänischer Klemmbausteindesigner                                                                                   | 78    |       |
| 1. März  | Ted Donaldson                     | US-amerikanischer Schauspieler                                                                                    | 89    |       |
| 1. März  | Helmut Erbe                       | deutscher Unternehmer                                                                                             | 94    |       |
| 1. März  | Wally Fawkes                      | britischer Jazzmusiker, Zeichner, Karikaturist und Illustrator                                                    | 98    |       |
| 1. März  | Scott Feiner                      | US-amerikanischer Jazz-Musiker und Pandeiro-Spieler                                                               | 54    |       |
| 1. März  | Just Fontaine                     | französischer Fußballspieler und -trainer                                                                         | 89    |       |
| 1. März  | Werner Frotscher                  | deutscher Jurist                                                                                                  | 85    |       |
| 1. März  | Anise Koltz                       | luxemburgische Schriftstellerin                                                                                   | 94    |       |
| 1. März  | Marguerite Martel                 | französische Leichtathletin                                                                                       | 98    |       |
| 1. März  | Ida McBeth                        | US-amerikanische Jazz- und R&B-Sängerin                                                                           | 70    |       |
| 1. März  | Lorna Milne                       | kanadische Politikerin                                                                                            | 88    |       |
| 1. März  | Eunice Newkirk                    | US-amerikanische Blues-, Gospel- und Jazzsängerin                                                                 | 83    |       |
| 1. März  | Jerry Richardson                  | US-amerikanischer American-Football-Spieler und Franchise-Eigentümer                                              | 86    |       |
| 1. März  | Richard Schenz                    | österreichischer Manager                                                                                          | 83    |       |
| 1. März  | Irma Serrano                      | mexikanische Musikerin, Schauspielerin, Drehbuchautorin, Filmproduzentin und Politikerin                          | 89    |       |
| 1. März  | Mário Silva                       | portugiesischer Radrennfahrer                                                                                     | 83    |       |
| 1. März  | Joseph Edra Ukpo                  | nigerianischer Erzbischof                                                                                         | 85    |       |
| 1. März  | Peter Weibel                      | österreichischer Künstler, Ausstellungskurator, Kunst- und Medientheoretiker                                      | 78    |       |

### Datum unbekannt
| Zeitangabe                      | Name                | Beruf, bekannt als                                      | Alter | Beleg |
| ------------------------------- | ------------------- | ------------------------------------------------------- | ----- | ----- |
| 30. März oder 31. März          | Witalij Merinow     | ukrainischer Kickboxer                                  | ?     |       |
| Tod bekannt gegeben am 30. März | Michael Berlyn      | US-amerikanischer Computerspiel-Designer und Romanautor | 73    |       |
| Tod bekannt gegeben am 25. März | Yang Bing-yi        | taiwanischer Unternehmer                                | 96    |       |
| Tod bekannt gegeben am 24. März | Peter Marti         | Schweizer Fußballspieler                                | 70    |       |
| Tod bekannt gegeben am 20. März | Pohiva Tuʻiʻonetoa  | tongaischer Politiker                                   | 61    |       |
| Tod bekannt gegeben am 16. März | Bernhard Gonnermann | deutscher Politiker                                     | 88    |       |
| Tod bekannt gegeben am 16. März | Don Megson          | englischer Fußballspieler                               | 86    |       |
| Tod bekannt gegeben am 14. März | Robert Galafrio     | französischer KZ-Überlebender und Zeitzeuge             | 96    |       |
| Tod bekannt gegeben am 13. März | Hubert Gibson       | US-amerikanischer Basketballspieler und -trainer        | 74    |       |
| 12. März oder 13. März          | Klaus Philipp       | deutscher Maler                                         | 90    |       |
| in der zweiten Märzwoche        | Wolfgang Mekis      | österreichischer Jurist                                 | 73    |       |
| Tod bekannt gegeben am 10. März | Jürgen Kindervater  | deutscher Manager                                       | 77    |       |
| Tod bekannt gegeben am 7. März  | Mike Peters         | britischer Jazz-Trompeter                               | 89    |       |
| Tod bekannt gegeben am 2. März  | Manfred Kohnke      | deutscher Journalist                                    | 83    |       |
| 1. März oder 2. März            | Bruno Backé         | österreichischer Geograph                               | 90    |       |